# GBK Kokkola
GBK is een Finse voetbalclub uit Kokkola (Zweeds: Karleby). De club is opgericht in 1924 en speelt de thuiswedstrijden in het stadion Centralplan. De clubkleuren zijn rood en wit.

## Geschiedenis
In 1924 werd GBK opgericht. Het is de Zweedstalige voetbalclub uit de stad, de Finse lokale rivaal is KPV. Tegenwoordig is de club tweetalig. 
In totaal speelde het vijf seizoenen in de Veikkausliiga (1959, 1964-1966, 1976), waarbij het in 1965 met een vierde plaats het beste resultaat uit de clubgeschiedenis behaalde. Sinds 2008 speelt GBK in de Kakkonen op het derde niveau.